# Henry Beckman
Henry How Beckman (Halifax, 26 novembre 1921 – Barcellona, 17 giugno 2008) è stato un attore canadese.

## Biografia
Ha recitato in oltre 30 film e in oltre 150 produzioni televisive ed è stato accreditato anche con il nome Henry Beckerman. Nel 1955 si è sposato con l'attrice Cheryl Maxwell da cui ha avuto due figli: Brian e Stuart. Nel 1998 sua moglie morì e nel 2001 si risposò con Hillary, con cui rimase fino alla morte. È morto nel 2008 a 86 anni per insufficienza cardiaca.

## Filmografia

### Cinema
- Niagara, regia di Henry Hathaway (1953)
- Brigata di fuoco (The Glory Brigade), regia di Robert D. Webb (1953)
- Il ladro (The Wrong Man), regia di Alfred Hitchcock (1956)
- So Lovely... So Deadly, regia di Will Kohler (1957)
- Il letto di spine (The Bramble Bush), regia di Daniel Petrie (1960)
- Colazione da Tiffany (Breakfast at Tiffany's), regia di Blake Edwards (1961)
- La notte delle iene (13 West Street), regia di Philip Leacock (1962)
- Il piede più lungo (The Man from the Diners' Club), regia di Frank Tashlin (1963)
- La notte del delitto (Twilight of Honor), regia di Boris Sagal (1963)
- Chi giace nella mia bara? (Dead Ringer), regia di Paul Henreid (1964)
- Marnie, regia di Alfred Hitchcock (1964)
- Madame P... e le sue ragazze (A House Is Not a Home), regia di Russell Rouse (1964)
- Baciami, stupido (Kiss Me, Stupid), regia di Billy Wilder (1964)
- Stazione 3: top secret (The Satan Bug), regia di John Sturges (1965)
- Doringo! (The Glory Guys), regia di Arnold Laven (1965)
- McHale's Navy Joins the Air Force, regia di Edward Montagne (1965)
- Il carnevale dei ladri (The Caper of the Golden Bulls), regia di Russell Rouse (1967)
- Squadra omicidi, sparate a vista! (Madigan), regia di Don Siegel (1968)
- La notte dell'agguato (The Stalking Moon), regia di Robert Mulligan (1968)
- Sweet Charity - Una ragazza che voleva essere amata (Sweet Charity), regia di Bob Fosse (1969)
- I due invincibili (The Undefeated), regia di Andrew V. McLaglen (1969)
- The Merry Wives of Tobias Rouke, regia di John Board (1972)
- Between Friends, regia di Donald Shebib (1973)
- Peopletoys, regia di Sean MacGregor (1974)
- Why Rock the Boat?, regia di John Howe (1974)
- Wagons-lits con omicidi (Silver Streak), regia di Arthur Hiller (1976)
- Blood & Guts, regia di Paul Lynch (1978)
- Brood - La covata malefica (The Brood), regia di David Cronenberg (1979)
- Caccia selvaggia (Death Hunt), regia di Peter R. Hunt (1981)
- Family Reunion, regia di Dick Sarin (1988)
- Ti amerò... fino ad ammazzarti (I Love You to Death), regia di Lawrence Kasdan (1990)
- Epicenter, regia di Richard Pepin (2000)

### Televisione
- The Philco Television Playhouse – serie TV, un episodio (1951)
- The Web – serie TV, un episodio (1952)
- Suspense – serie TV, un episodio (1952)
- Studio One – serie TV, un episodio (1953)
- Flash Gordon – serie TV, 8 episodi (1954-1955)
- Captain Gallant of the Foreign Legion – serie TV, 4 episodi (1955-1957)
- I Spy – serie TV, un episodio (1956)
- Una donna poliziotto (Decoy) – serie TV, episodio 1x05 (1957)
- Armstrong Circle Theatre – serie TV, un episodio (1958)
- La città in controluce (Naked City) – serie TV, un episodio (1959)
- The Phil Silvers Show – serie TV, un episodio (1959)
- Peter Gunn – serie TV, episodio 2x05 (1959)
- Police Station – serie TV, un episodio (1959)
- June Allyson Show (The DuPont Show with June Allyson) – serie TV, episodi 2x13-2x20 (1960-1961)
- Dennis the Menace – serie TV, 2 episodi (1960-1961)
- Ai confini della realtà (The Twilight Zone) – serie TV, 2 episodi (1960-1963)
- Perry Mason – serie TV, 4 episodi (1960-1966)
- The Ann Sothern Show – serie TV, un episodio (1960)
- Black Saddle – serie TV, un episodio (1960)
- Mr. Lucky – serie TV, episodio 1x23 (1960)
- The Donna Reed Show – serie TV, un episodio (1960)
- Two Faces West – serie TV, un episodio (1960)
- Hong Kong – serie TV, episodio 1x13 (1960)
- Corruptors (Target: The Corruptors) – serie TV, episodi 1x11-1x30 (1961-1962)
- Il dottor Kildare (Dr. Kildare) – serie TV, 2 episodi (1961-1962)
- The Asphalt Jungle – serie TV, un episodio (1961)
- Lotta senza quartiere (Cain's Hundred) – serie TV, un episodio (1961)
- Follow the Sun – serie TV, episodio 1x14 (1961)
- I'm Dickens, He's Fenster – serie TV, 12 episodi (1962-1963)
- Ben Casey – serie TV, 2 episodi (1962-1966)
- Gunsmoke – serie TV, 5 episodi (1962-1974)
- Hazel – serie TV, un episodio (1962)
- Hennesey – serie TV, un episodio (1962)
- Laramie – serie TV, un episodio (1962)
- Il padre della sposa (Father of the Bride) – serie TV, episodio 1x28 (1962)
- The New Breed – serie TV, episodio 1x33 (1962)
- Route 66 – serie TV, 2 episodi (1962)
- Sam Benedict – serie TV, un episodio (1962)
- Saints and Sinners – serie TV, un episodio (1962)
- Have Gun - Will Travel – serie TV, episodio 6x05 (1962)
- The Lieutenant – serie TV, 4 episodi (1963-1964)
- Il mio amico marziano (My Favorite Martian) – serie TV, 2 episodi (1963-1964)
- Il fuggiasco (The Fugitive) – serie TV, 3 episodi (1963-1964)
- Sotto accusa (Arrest and Trial) – serie TV, episodio 1x02 (1963)
- The Danny Kaye Show – serie TV, 2 episodi (1963)
- The Jack Benny Program – serie TV, 2 episodi (1964-1965)
- Peyton Place – serie TV, 34 episodi (1964-1965)
- Death Valley Days – serie TV, 2 episodi (1964-1967)
- Insight – serie TV, 4 episodi (1964-1969)
- La grande avventura (The Great Adventure) – serie TV, episodio 1x15 (1964)
- The Greatest Show on Earth – serie TV, episodio 1x24 (1964)
- The Third Man – serie TV, un episodio (1964)
- My Living Doll – serie TV, episodi 1x01-1x03 (1964)
- Un equipaggio tutto matto (McHale's Navy) – serie TV, 14 episodi (1965-1966)
- I giorni di Bryan (Run for Your Life) – serie TV, 3 episodi (1965-1967)
- Selvaggio west (The Wild Wild West) – serie TV, 2 episodi (1965-1967)
- Combat! – serie TV, un episodio (1965)
- Organizzazione U.N.C.L.E. (The Man from U.N.C.L.E.) – serie TV, un episodio (1965)
- Honey West – serie TV, episodio 1x04 (1965)
- I mostri (The Munsters) – serie TV, 2 episodi (1965)
- Blue Light – serie TV, un episodio (1966)
- Corri e scappa Buddy (Run Buddy Run) – serie TV, 2 episodi (1966)
- Vita da strega (Bewitched) – serie TV, 2 episodi (1967-1968)
- I Monkees (The Monkees) – serie TV, 2 episodi (1967-1968)
- Mannix – serie TV, 2 episodi (1967-1972)
- Ironside – serie TV, 4 episodi (1967-1974)
- Tarzan – serie TV, un episodio (1967)
- Rango – serie TV, episodio 1x12 (1967)
- Polvere di stelle (Bob Hope Presents the Chrysler Theatre) – serie TV, un episodio (1967)
- The Flying Nun – serie TV, un episodio (1967)
- The Second Hundred Years – serie TV, un episodio (1967)
- The Andy Griffith Show – serie TV, un episodio (1967)
- Il virginiano (The Virginian) – serie TV, episodio 6x09 (1967)
- Custer – serie TV, un episodio (1967)
- Iron Horse – serie TV, episodio 2x16 (1967)
- Arrivano le spose (Here Come the Brides) – serie TV, 42 episodi (1968-1970)
- Bonanza – serie TV, 2 episodi (1968-1971)
- Strega per amore (I Dream of Jeannie) – serie TV, un episodio (1968)
- The Outsider – serie TV, episodio 1x15 (1969)
- Adam-12 – serie TV, un episodio (1969)
- Nancy – serie TV, un episodio (1970)
- Los Angeles: ospedale nord (The Interns) – serie TV, un episodio (1970)
- L'immortale (The Immortal) – serie TV, un episodio (1970)
- Mistero in galleria (Night Gallery) – serie TV, un episodio (1971)
- Love, American Style – serie TV, un episodio (1971)
- Un vero sceriffo (Nichols) – serie TV, un episodio (1971)
- The Harness – film TV (1971)
- Difesa a oltranza (Owen Marshall, Counselor at Law) – serie TV, un episodio (1971)
- Funny Face – serie TV, 12 episodi (1971)
- Sesto senso (The Sixth Sense) – serie TV, un episodio (1972)
- Io e la scimmia (Me and the Chimp) – serie TV, un episodio (1972)
- Colombo (Columbo) – serie TV, un episodio (1972)
- Sulle strade della California (Police Story) – serie TV, 2 episodi (1973-1975)
- Brock's Last Case – film TV (1973)
- Here's Lucy – serie TV, un episodio (1973)
- Shaft – serie TV, un episodio (1973)
- The Starlost – serie TV, un episodio (1973)
- Barney Miller – serie TV, 2 episodi (1974-1975)
- Tenafly – serie TV, un episodio (1974)
- Indict and Convict – film TV (1974)
- Marcus Welby (Marcus Welby, M.D.) – serie TV, un episodio (1974)
- Cannon – serie TV, un episodio (1974)
- Bronk – serie TV, 25 episodi (1975-1976)
- The Canary – film TV (1975)
- Kolchak: The Night Stalker – serie TV, un episodio (1975)
- Chi è Black Dahlia? (Who Is the Black Dahlia?) – film TV (1975)
- L'uomo da sei milioni di dollari (The Six Million Dollar Man) – serie TV, un episodio (1975)
- La famiglia Holvak (The Family Holvak) – serie TV, un episodio (1975)
- The Lost Saucer – serie TV, un episodio (1975)
- Quincy (Quincy M.E.) – serie TV, 4 episodi (1977-1981)
- McMillan e signora (McMillan & Wife) – serie TV, un episodio (1977)
- The Fighting Men – film TV (1977)
- King of Kensington – serie TV, 2 episodi (1977)
- Happy Days – serie TV, un episodio (1977)
- Fantasilandia (Fantasy Island) – serie TV, un episodio (1978)
- The Great Detective – serie TV, un episodio (1979)
- I ragazzi del sabato sera (Welcome Back, Kotter) – serie TV, un episodio (1979)
- Agenzia Rockford (The Rockford Files) – serie TV, un episodio (1980)
- Matt e Jenny (Matt and Jenny) – serie TV, un episodio (1980)
- L'amico Gipsy (The Littlest Hobo) – serie TV, un episodio (1980)
- Trapper John (Trapper John, M.D.) – serie TV, un episodio (1983)
- The Lost Satellite – serie TV (1983)
- Occhio al superocchio (Seeing Things) – serie TV, un episodio (1984)
- Matt Houston – serie TV, un episodio (1984)
- Jessie – serie TV, un episodio (1984)
- Fifty/Fifty (Partners in Crime) – serie TV, un episodio (1984)
- Il supermercato più pazzo del mondo (Check It Out) – serie TV, 22 episodi (1985-1986)
- Kane & Abel (1985)
- Saranno famosi (Fame) – serie TV, un episodio (1985)
- Le notti del lupo (Werewolf) – serie TV, 2 episodi (1987-1988)
- Simon & Simon – serie TV, un episodio (1987)
- A cuore aperto (St. Elsewhere) – serie TV, un episodio (1987)
- Throb – serie TV, un episodio (1987)
- Street Legal – serie TV, 2 episodi (1988-1991)
- Ricordi di guerra (War and Remembrance)– miniserie TV, un episodio (1988)
- Booker – serie TV, un episodio (1989)
- Stuck with Each Other – film TV (1989)
- MacGyver – serie TV, un episodio (1990)
- L'allegra banda di Nick (The Beachcombers) – serie TV, un episodio (1990)
- Blood River - La vendetta corre sul fiume (Blood River) – film TV (1991)
- The Last P.O.W.? The Bobby Garwood Story – film TV (1992)
- Street Justice – serie TV, un episodio (1992)
- The Ray Bradbury Theater – serie TV, un episodio (1992)
- Il commissario Scali (The Commish) – serie TV, un episodio (1992)
- The Man Upstairs – film TV (1992)
- X-Files (The X Files) – serie TV, 3 episodi (1993-1998)
- Conosci l'uomo nero? (While Justice Sleeps) – film TV (1994)
- Oltre i limiti (The Outer Limits) – serie TV, un episodio (1995)
- Marshal (The Marshal) – serie TV, un episodio (1995)
- Jack Reed: One of Our Own – film TV (1995)
- Shadow of a Doubt – film TV (1995)
- Poltergeist (Poltergeist: The Legacy) – serie TV, un episodio (1997)
- My Husband's Secret Life – film TV (1998)
- Tesoro, mi si sono ristretti i ragazzi: La serie (Honey, I Shrunk the Kids: The TV Show) – serie TV, 2 episodi (1999-2000)
- Sentinel (The Sentinel) – serie TV, un episodio (1999)
- Cold Squad - Squadra casi archiviati (Cold Squad) – serie TV, un episodio (2001)
- The Chris Isaak Show – serie TV, un episodio (2001)
- La guerra di Johnson County (Johnson County War) – film TV (2002)